# Francesco Miccichè (regista)
Francesco Miccichè (Roma, 17 ottobre 1966) è un regista e sceneggiatore italiano.

## Biografia
Figlio del critico cinematografico Lino, inizia come assistente e operatore di macchina di Arnaldo Catinari nei primi anni novanta.
Il suo primo cortometraggio come regista è Baci proibiti, con un giovanissimo Pierfrancesco Favino e Elda Alvigini, la storia di un uomo che segue coppie di amanti che si baciano per strada. Il corto è presentato alla 53ª Mostra del Cinema di Venezia (sezione Finestra sulle Immagini) e vince il Premio Vittorio Mezzogiorno. Esce in sala nel 1997, all'interno del film Corti stellari.
Dal 2000 al 2004, inizialmente con Simona Ercolani e poi da solo, Miccichè cura la regia di Sfide, il programma culto di Rai 3 che ha inventato un nuovo modo di raccontare lo sport. Sfide vince nel 2002 il Premio Flaiano e il Premio Regia Televisiva. Nello stesso anno cura la regia delle fiction comiche di Convenscion (Rai 2) con Max Tortora e Tullio Solenghi, ed è regista per Rai 3 di alcuni episodi di Un posto al sole e La squadra 7.
Nel 2007 firma il soggetto e la regia di Liberi di giocare, una miniserie per Rai 1 con Pierfrancesco Favino, Isabella Ferrari, Edoardo Leo e Sabrina Impacciatore. Nel 2008 dirige 5 serate della seconda stagione di Medicina generale con Nicole Grimaudo e Andrea Di Stefano, l'anno successivo alcuni episodi de La nuova squadra, con Rolando Ravello e Marco Giallini.
Per Canale 5 nel 2009 realizza la terza stagione de I liceali con Massimo Poggio e Christiane Filangieri, successivamente la seconda e terza stagione di R.I.S. Roma - Delitti imperfetti con Euridice Axen e Fabio Troiano. Dirige nel 2012 la prima stagione di Benvenuti a tavola - Nord vs Sud, con Fabrizio Bentivoglio e Giorgio Tirabassi, un successo di critica e pubblico per Mediaset. Torna a lavorare per Canale 5 nel 2022 curando la regia della serie tv Anima Gemella, con Daniele Liotti e Chiara Mastalli, in onda nell'ottobre 2023; nel 2024 è regista de I fratelli Corsaro, serie tv con Beppe Fiorello e Paolo Briguglia.
Nel 2013 scrive, dirige, monta e produce il documentario sul padre: Lino Miccichè, mio padre - Una visione del mondo. Presentato alla 70ª Mostra del cinema di Venezia, ottiene una Menzione speciale ai Nastri d'argento per i documentari. Del 2016 è Socialismo. L'ultima utopia, realizzato per Rai 3 e La grande storia. Del 2014 è La Tavola dell'Alleanza (insignito della Medaglia di Rappresentanza del Presidente della Repubblica) e del 2018 è Il Filo dell'Alleanza, documentari che raccontano la realizzazione di due progetti dell'artista Daniela Papadia. Sergio Marchionne per Rai Doc va in onda in prima serata su Rai 3 nel 2021, mentre nel 2022 è presentato alla Festa del Cinema di Roma Er gol de Turone era bono realizzato per Raicinema, che riceve una Menzione Speciale ai Nastri D'Argento 2023.
Miccichè è uno dei più prolifici registi di docufiction e docufilm in Italia. Nel 2016 divide con Giovanni Filippetto la regia di Io sono Libero, primo esperimento di docufiction in prima serata su Rai 1. Al racconto degli ultimi anni di vita di Libero Grassi, ne seguiranno altri, tutti in prima serata su Rai1: Paolo Borsellino - Adesso tocca a me, scritto con Sandrone Dazieri e Giovanni Filippetto e interpretato da Cesare Bocci.; Aldo Moro - Il professore con Sergio Castellitto, scritto con Franco Bernini e Giovanni Filippetto; Figli del destino, realizzato assieme a Marco Spagnoli che vince il Premio Speciale ai Nastri d'argento Doc 2020; La scelta di Maria, scritto con Marco Videtta, interpretato da Sonia Bergamasco, Cesare Bocci e Alessio Vassallo, premio speciale ai Nastri d'Argento 2022 . Nel 2022 scrive con Salvatore De Mola e dirige le docufiction Arnoldo Mondadori, i libri per cambiare il mondo con Michele Placido, nel 2023 scrive e dirige il docufilm Raul Gardini con Fabrizio Bentivoglio e Pilar Fogliati, candidato come miglior Film Tv ai Nastri d'Argento 2024.
Il primo film di Miccichè per il cinema è Loro chi?, con Marco Giallini e Edoardo Leo, codiretto con Fabio Bonifacci e candidato al David di Donatello 2016 nella categoria Miglior regista esordiente. A settembre 2018 esce Ricchi di fantasia con Sergio Castellitto e Sabrina Ferilli, mentre del 2019 è Compromessi sposi con Vincenzo Salemme e Diego Abatantuono.

## Filmografia

### Regia Cinema
- Corti stellari, segmento Baci proibiti (1997)
- Loro chi?, co-regia di Fabio Bonifacci (2015)
- Ricchi di fantasia (2018)
- Compromessi sposi (2019)

### Regia Fiction
- Un posto al sole – soap opera (2003)
- La squadra 7 – serie TV (2006)
- Liberi di giocare – miniserie TV (2007)
- Medicina generale 2 – serie TV (2008)
- La nuova squadra 2 – serie TV (2009)
- I liceali 3 – serie TV (2010)
- R.I.S. Roma 2 - Delitti imperfetti – serie TV (2011)
- Benvenuti a tavola - Nord vs Sud – serie TV (2012)
- R.I.S. Roma 3 - Delitti imperfetti – serie TV (2012)
- Io sono Libero – docufiction (2016)
- Paolo Borsellino - Adesso tocca a me – docufiction (2017)
- Aldo Moro - Il professore – docufiction (2018)
- Figli del destino – docufiction (2019)
- Io ricordo, Piazza Fontana – docufiction (2019)
- Io, una giudice popolare al Maxiprocesso – docufiction (2020)
- La scelta di Maria – docufilm (2021)
- Arnoldo Mondadori - I libri per cambiare il mondo – docufiction (2022)
- Raul Gardini – docufiction (2023)
- Anima Gemella – serie TV (2023)
- I fratelli Corsaro – serie TV (2024)

### Regia Documentari
- Mezzano, il passato dal fondo (1995)
- Australian Adventure (1998)
- La via dei Fori Imperiali (2000), RaisatArte
- Sfide (1999-2004), Rai 3
- Ice Badile: la libertà costa poco (2011)[29]
- Lino Miccichè, mio padre - Una visione del mondo (2013), Rai Movie
- La Tavola dell'Alleanza (2014), Istituto Luce
- Socialismo. Ultima utopia (2016)[30], Rai 3
- Il Filo dell'Alleanza (2018), Istituto Luce
- Sergio Marchionne (2021), Raidoc, Rai 3
- Er gol de Turone era bono (2022), Raicinema

### Soggetti e sceneggiature
- Corti stellari, segmento Baci proibiti (1997)
- Liberi di giocare (2007) – miniserie TV, Raifiction
- L'olimpiade nascosta (2012) – miniserie TV, Raifiction
- Lino Miccichè, mio padre - Una visione del mondo (2013), documentario, Rai Movie
- La Tavola dell'Alleanza (2014), documentario, Istituto Luce
- Socialismo. Ultima utopia (2016)[30], documentario, Rai 3
- Io sono Libero (2016), docufiction, Raifiction
- Paolo Borsellino - Adesso tocca a me (2017), docufiction, Raifiction
- Aldo Moro - Il professore (2018), docufiction, Raifiction
- Il Filo dell'Alleanza (2018), documentario, Istituto Luce
- Ricchi di fantasia (2018), film, Raicinema
- Io ricordo, Piazza Fontana (2019), docufiction, Raifiction
- La scelta di Maria (2021), docufilm, Raicinema
- Riparare il tempo (2021), docufilm, Raicom
- Arnoldo Mondadori - I libri per cambiare il mondo (2022), docufiction, Raifiction
- Er gol de Turone era bono (2022), documentario, Raicinema
- Raul Gardini (2023), docufiction, Raifiction

## Riconoscimenti e Candidature
- David di Donatello
  - 2016 – Candidatura come miglior regista esordiente per Loro chi?
- Nastro d'argento
  - 2014 – Menzione Speciale per Lino Miccichè, mio padre una visione del mondo
  - 2020 – Premio speciale per Figli del Destino
  - 2022 – Nominato come miglior docufilm La scelta di Maria
  - 2023 – Premio Speciale per Er gol de Turone era bono!
  - 2024 – Nominato come miglior Film Tv Raul Gardini